# Episodi di Soko 5113 (trentaquattresima stagione)
La trentaquattresima stagione della serie televisiva Soko 5113 è stata trasmessa in anteprima in Germania dalla ZDF tra il 27 ottobre 2008 e il 23 marzo 2009.
| nº | Titolo originale                  | Titolo italiano | Prima TV Germania | Prima TV Italia |
| -- | --------------------------------- | --------------- | ----------------- | --------------- |
| 1  | Der Nachfolger                    |                 | 27 ottobre 2008   |                 |
| 2  | Die vergessenen Männer            |                 | 3 novembre 2008   |                 |
| 3  | Requiem                           |                 | 10 novembre 2008  |                 |
| 4  | Fairway to Heaven                 |                 | 17 novembre 2008  |                 |
| 5  | Endstation Hoffnung               |                 | 24 novembre 2008  |                 |
| 6  | Tausend Tage                      |                 | 1º dicembre 2008  |                 |
| 7  | Tod in bester Lage                |                 | 8 dicembre 2008   |                 |
| 8  | Der Kronzeuge                     |                 | 15 dicembre 2008  |                 |
| 9  | Angst                             |                 | 22 dicembre 2008  |                 |
| 10 | Brisante Dateien                  |                 | 5 gennaio 2009    |                 |
| 11 | Der Mann hinter der Mauer         |                 | 12 gennaio 2009   |                 |
| 12 | Pfadfinder                        |                 | 19 gennaio 2009   |                 |
| 13 | Wer hat Angst vorm schwarzen Mann |                 | 26 gennaio 2009   |                 |
| 14 | Riekes Schwester                  |                 | 2 febbraio 2009   |                 |
| 15 | Letzter Halt - Sophienplatz       |                 | 9 febbraio 2009   |                 |
| 16 | Tote kuscheln nicht               |                 | 16 febbraio 2009  |                 |
| 17 | Schweinefraß                      |                 | 23 febbraio 2009  |                 |
| 18 | Ein Käfig voller Künstler         |                 | 2 marzo 2009      |                 |
| 19 | Das letzte Abendmahl              |                 | 9 marzo 2009      |                 |
| 20 | Ein schmutziges Geschäft          |                 | 23 marzo 2009     |                 |